# Ablenkspule
Ablenkspulen dienen der Richtungsablenkung bewegter geladener Teilchen mittels magnetischer Felder. Es sind spezielle Elektromagnete.

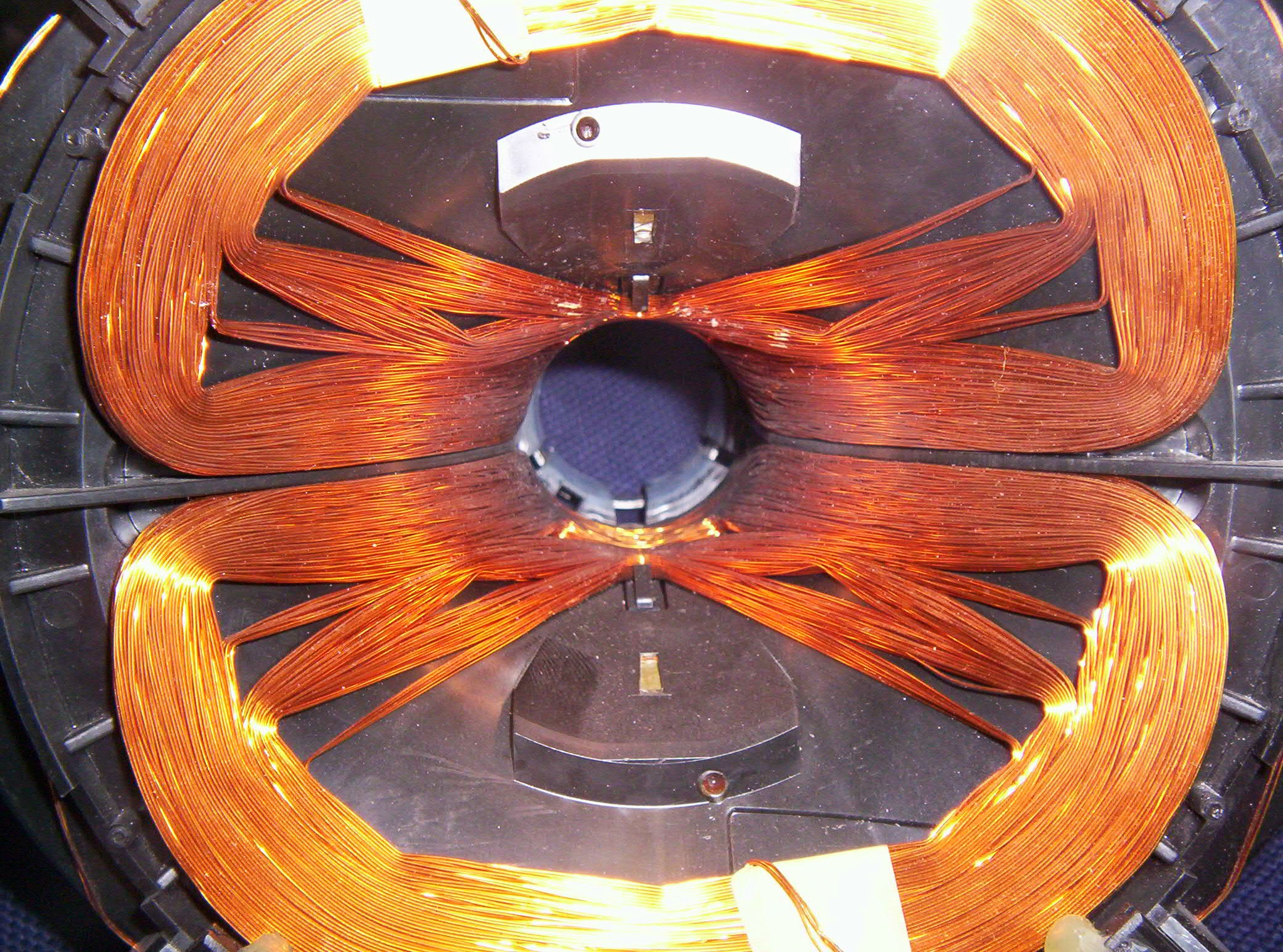
Ablenksystem eines Fernsehempfängers von innen (Bildröhre entfernt); zu sehen sind die Horizontal-Ablenkspulen

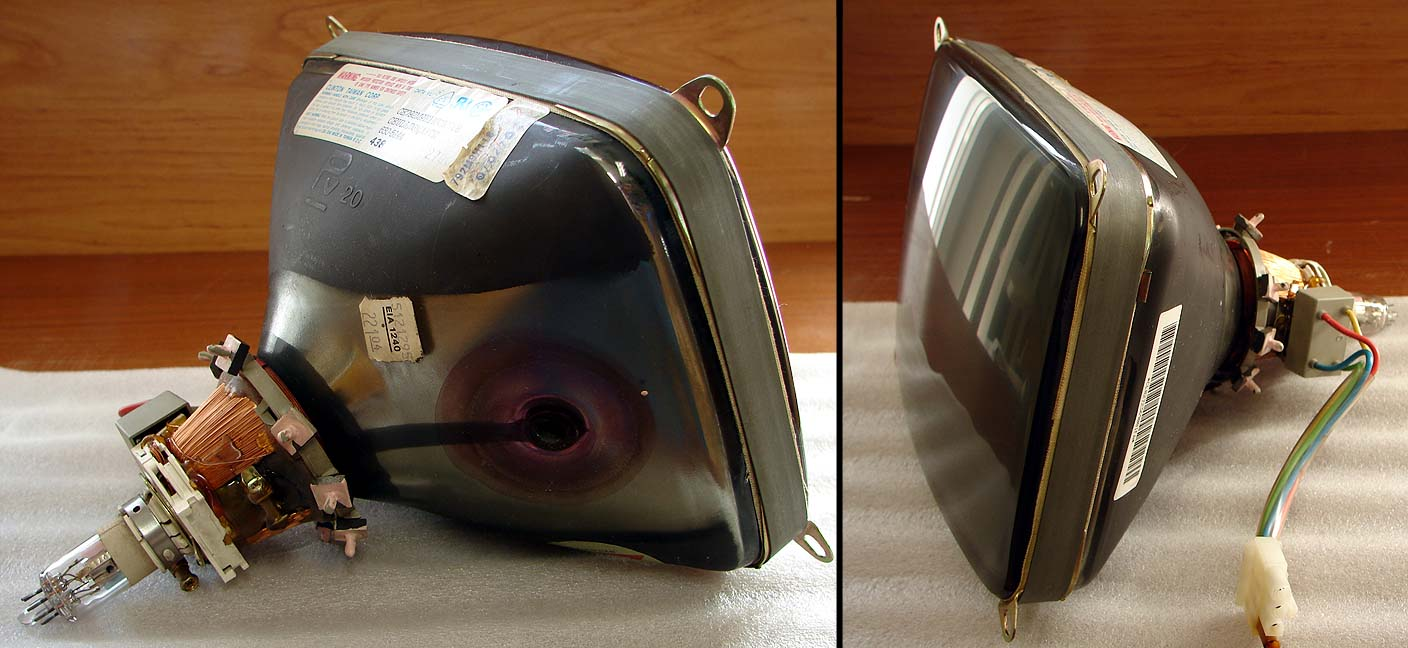
Bildröhre mit Ablenkspulen

Die Teilchen (Ionen, Elektronen, Positronen usw.) werden mit Ablenkspulen entsprechend der Lorentzkraft senkrecht zu den Magnetfeldlinien aus ihrer ansonsten geraden Bahn gelenkt.
Ablenkspulen und daraus gefertigte Ablenksysteme dienen u. a.:
- in Bildröhren wie sie in historischen Fernsehgeräten und Monitoren verwendet wurden, um den Elektronenstrahl über den Bildschirm zu lenken
- in Teilchenbeschleunigern als Ablenkmagnet, um bestimmte Elementarteilchen zu trennen, auf bestimmte Versuchsstationen oder Bahnen zu lenken
- in Nebelkammern, um geladene von ungeladenen Teilchen unterscheiden zu können
- in Elektronenmikroskopen und Elektronenstrahlschweißanlagen zur Fokussierung und zur Strahlablenkung des Elektronenstrahls
- in Massenspektrometern zur Separierung unterschiedlicher Atommassen

Das Ablenksystem von Bildröhren befindet sich an deren Außenseite zwischen Bildebene und Elektronenkanone. Es erzeugt orthogonal zueinander und zum Elektronenstrahl zeitveränderliche Magnetfelder, die den Elektronenstrahl ablenken und an eine bestimmte Stelle auf den Bildschirm richten. Es sind Spulenpaare für die senkrechte und für die waagerechte Ablenkung enthalten, die jeweils mit einem sägezahnförmigen Strom unterschiedlicher Frequenz gesteuert werden. Die sägezahnförmigen Ströme bestimmen die Bildfrequenz (vertikale Ablenkung, horizontale Spulenachse) und die Zeilenfrequenz (horizontale Ablenkung, vertikale Spulenachse). Farbbildröhren erfordern neben diesen beiden Spulenpaaren weitere kleinere Korrektur-Ablenkspulen zur Erreichung der Konvergenz.
In älteren Oszilloskopen mit Kathodenstrahlröhren werden wegen der erforderlichen höheren Bandbreite und der geringen Ablenkwinkel anstelle der Ablenkspulen Ablenkplatten verwendet, die ein elektrisches Feld erzeugen und dadurch den negativ geladenen Elektronenstrahl ablenken (elektrostatisches Ablenksystem).
Elektrostatische und magnetische Ablenksysteme unterscheiden sich hinsichtlich der für eine bestimmte Ladung des Teilchens erreichten Ablenkradien:
- bei magnetischer Ablenkung ist der Ablenk-Radius proportional zum Impuls und damit zur Geschwindigkeit des Teilchens
- bei elektrostatischer Ablenkung ist der Radius proportional zur Bewegungsenergie und damit zum Quadrat der Geschwindigkeit des Teilchens

Der Grund ist, dass die Lorentzkraft (magnetische Ablenkung) auf das Teilchen mit der Geschwindigkeit ansteigt, die elektrostatische Anziehung jedoch nicht. Daraus folgt, dass besonders schnelle Teilchenstrahlen schlecht elektrostatisch abgelenkt werden können – das Ablenksystem von Bildröhren arbeitet daher magnetisch, um die großen Ablenkwinkel zu realisieren. Auch in Teilchenbeschleunigern werden Ablenkmagnete eingesetzt.
Die unterschiedlichen Abhängigkeiten werden beim Massenspektrometer (Kombination aus elektrostatischer und elektromagnetischer Ablenkung) ausgenutzt, um die Masse der Teilchen ohne Kenntnis deren Geschwindigkeit bestimmen zu können.